# Линейка (Нижегородская область)
Лине́йка — село в Вознесенском районе Нижегородской области.
До 2009 года являлось административным центром Линейского сельсовета. В 2009 году Линейский сельсовет был включён в состав Криушенского сельсовета.
Население села в 2009 году составило 174 человека.